# Эскадренные миноносцы типа V-99
Эскадренные миноносцы (эсминцы) типа V-99 — тип эскадренных миноносцев, состоявший на вооружении Военно-морского флота Германии в период Первой мировой войны. Всего было построено 2 эсминца этого типа. Построены вокруг механизмов, которые заказали для эсминцев типа «Новик» германским заводам. Они стали первыми кораблями немецкого флота, официально классифицированными как эсминцы (Zerstörer). До них немецком флоте не существовало понятия "Zerstörer", вместо него использовался термин "Torpedo Boot", который переводится неоднозначно: «миноносец»/«торпедный катер».

## Энергетическая установка
На кораблях типа в качестве ГЭУ была установлена паротурбинная ЭУ мощностью 42 104 л. с., состоящая из 2 турбин и 4 военно-морских нефтяных двухсторонних котлов. Максимальные запасы топлива на эсминцах типа составляли 519 тонн нефти.

## Вооружение
Эскадренные миноносцы вооружались четырьмя 88-мм орудиями (позднее заменёнными на аналогичное число 105-мм скорострельных орудий). Торпедное вооружение эсминцев состояло из 6×500-мм торпедных аппаратов и 24 морских мин заграждения.

## Список миноносцев типа
| Название | Дата закладки | Дата спуска на воду | Дата вступления в состав флота | Примечания |
| -------- | ------------- | ------------------- | ------------------------------ | ---------- |
| V-99     | 1914          | 9 февраля 1915      | 20 апреля 1915                 |            |
| V-100    | 1914          | 8 марта 1915        | 17 июня 1915                   |            |

## Боевое применение

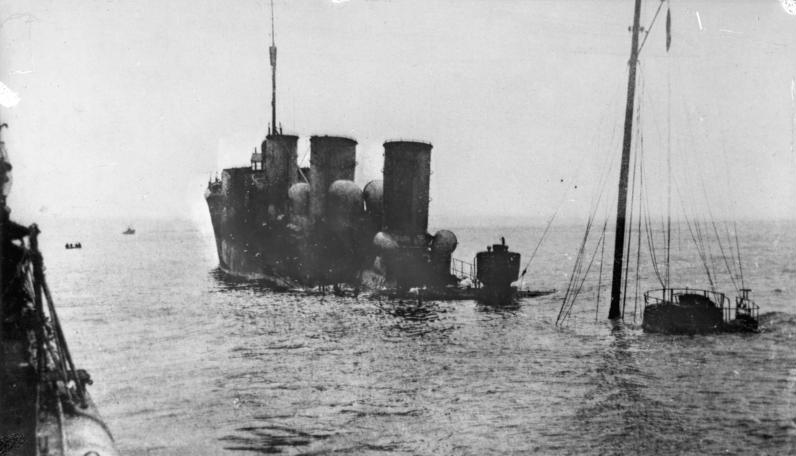
V-99 после боя в Рижском заливе. 15.8.1915

4 августа 1915 года «V-99» и «V-100», прорвавшиеся через минные заграждения, вступили в бой с эскадренным миноносцем «Новик», который артиллерийским огнём нанес им серьёзные повреждения. «V-99», повреждённый огнём «Новика», подорвался на минах, выбросился на берег у Михайловского маяка и через 2 часа был подорван командой. 
Результат этого боя подтвердил необходимость иметь на миноносцах мощную дальнобойную артиллерию. Он дал толчок на перевооружение германских больших миноносцев более мощной артиллерией.
Оставшийся корабль этого проекта был перевооружен на 4×105-мм орудия с длиной стволов 45 калибров (боекомплект 80 снарядов на ствол [орудие]).